# Éric Håkonsson
Vous lisez un « bon article » labellisé en 2010.

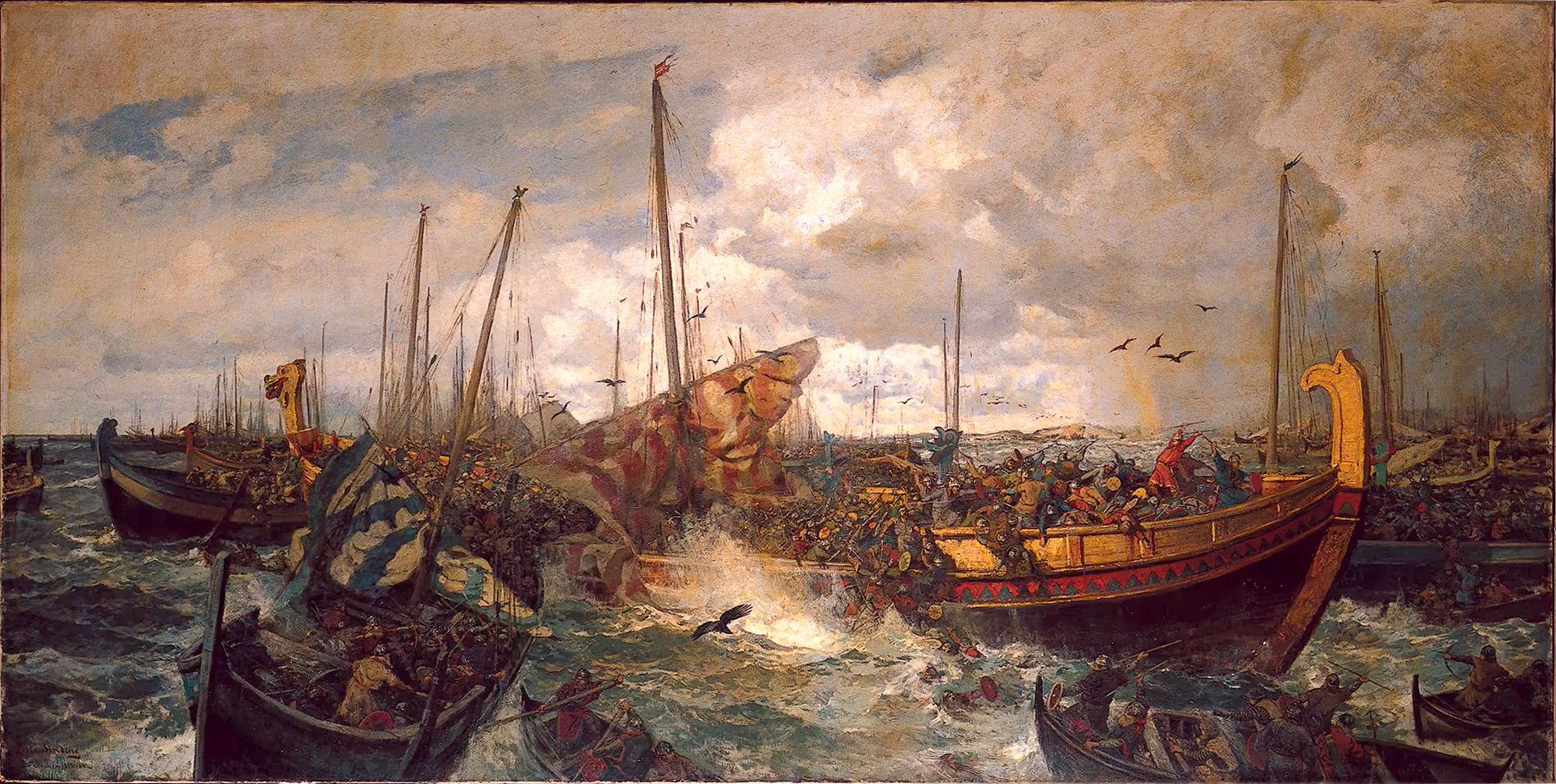
La victoire d'Éric à la bataille de Svolder constitue son fait d'armes le plus célèbre.

Éric Håkonsson (Eiríkr Hákonarson en vieux norrois), né vers 963 et décédé vers 1024, était un jarl norvégien. Jarl de Lade (dans le Trøndelag actuel), il gouverne la Norvège de 1000 à 1015. Il a notamment participé aux batailles du détroit de Hjörung et de Svolder, ainsi qu'à la conquête de l'Angleterre par Knut le Grand.
Éric est le fils de Håkon Sigurdsson, jarl de Lade. Sa famille paternelle, établie de longue date dans le Trøndelag, est, à cette époque, farouchement opposée au pouvoir des rois de Norvège, et n'hésite pas à faire alliance avec les Danois pour préserver son indépendance. Son père meurt en 995, en fuite après sa défaite face à Olaf Tryggvason qui se proclame roi de Norvège. Éric succède à son père en tant que jarl de Lade, mais doit fuir à l'étranger.
En l'an 1000, allié au roi Sven de Danemark, il défait Olaf Tryggvason à la bataille de Svolder. Le Trøndelag retrouve ainsi un semblant d'autonomie et le jarl Éric gouverne, aux côtés de son frère Svein Håkonsson, la Norvège pour le compte du roi Sven, dont il a épousé une fille, Gyða.
En 1015, il laisse le gouvernement de la Norvège à Svein et participe à la conquête danoise de l'Angleterre aux côtés de Knut le Grand. Après la victoire de Knut en 1016, il obtient le titre de comte de Northumbrie. Il meurt probablement autour de l'an 1024.
Treize ans plus tard, commence le règne de son fils, Håkon Eiriksson, sur la Norvège.

## Jeunesse
Les principales sources sur la jeunesse d'Éric sont la Fagrskinna et la Heimskringla. Elles relatent qu'Éric est le fils de Håkon Sigurdsson, jarl de Lade, et d'une femme de basse extraction que Håkon avait connue lors d'un séjour en Uppland. Håkon accorde peu d'importance au garçon et le confie à un ami, appelé Thorleif le Sage, chargé de l'élever.
À cette époque, son père règne sur la majeure partie de la Norvège pour le compte du roi du Danemark, Harald à la dent bleue. Depuis le meurtre du jarl Sigurd Håkonsson par Harald à la pelisse grise, le jarl de Lade combat les volontés de domination de la Norvège des descendants de Harald à la belle chevelure, premier roi du pays.
À une occasion, Éric, alors âgé de onze ou douze ans, et son père adoptif ancrent leur bateau à la droite de celui du jarl Håkon. Le plus proche ami d'Håkon, Skopti, arrive alors et demande à Éric de se déplacer afin de pouvoir s'ancrer à la droite d'Håkon comme il en a l'habitude. Le refus d'Éric provoque la colère d'Håkon, qui lui ordonne de se déplacer. Humilié, Éric n'a d'autre choix que de s'exécuter. L'hiver suivant, il prend sa revanche en pourchassant le navire de Skopti et en le tuant. Ce fait constitue le premier exploit d'Éric, ainsi que relaté par le scalde Eyjólfr dáðaskáld qui mentionne l'incident dans son Bandadrápa :
Jeune encore il partit fort tard,

À la brune, avec des forces égales,

Sur le ski de Meiti, à la rencontre

De l'éminent seigneur des pêcheries,

Lorsque celui qui brandit la flamme

Ondoyante de la plaine de l'anneau

Fit périr Skopti. Souvent l'ami du loup

Donna leur pâture aux faucons du sang.
Les sagas content qu'après le meurtre de Skopti, Éric navigue vers le sud jusqu'au Danemark où il est reçu par le roi Harald à la dent bleue. Après être resté un hiver au Danemark, Harald lui confie un domaine avec autorité sur le royaume de Raumarike et le Vingulmark - zone du sud de la Norvège sous influence danoise depuis longtemps déjà.

## Bataille du détroit de Hjörung

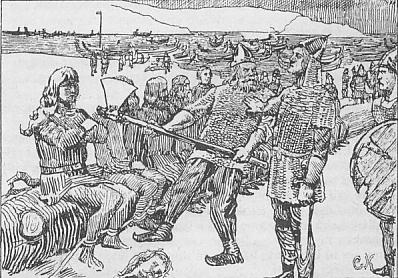
Éric épargne un Jomsviking après la bataille de Hjörungavágr, par Christian Krohg.

La bataille du détroit de Hjörung est la première grande confrontation à laquelle participe Éric. La bataille, semi-légendaire, est un affrontement naval qui a lieu vers la fin du Xe siècle et qui voit s'opposer les jarls de Lade et une flotte d'invasion danoise. La bataille est décrite dans les sagas royales norvégiennes (comme la Heimskringla) ainsi que dans la Jómsvíkinga saga et la Gesta Danorum de Saxo Grammaticus. Ces apports littéraires tardifs sont quelque peu fantaisistes, mais les historiens leur accordent une part de vérité. Selon la Heimskringla, Éric, apparemment réconcilié avec son père, dirige soixante navires lors de la bataille, dont il sort victorieux. Après la bataille, il laisse la vie sauve à de nombreux Jomsvikings, dont Vagn Åkesson.

## Raids dans la Baltique

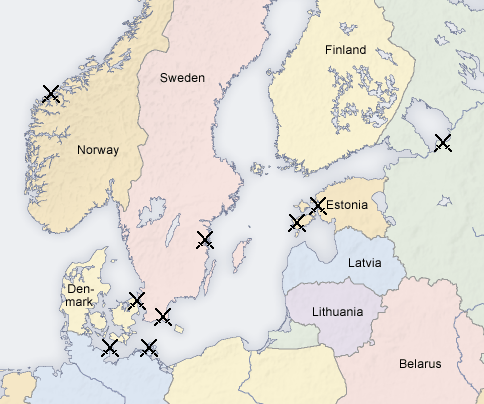
Cartes des raids et batailles menées par Éric en Norvège et dans la Baltique.

En 995, quand Olaf Tryggvason s'empare du pouvoir en Norvège, Éric doit s'exiler en Suède. Il s'allie avec Olof de Suède et Sven de Danemark, dont il a épousé la fille, Gyða. À partir de la Suède, il lance une série de raids vers l'est. Ravageant les possessions de Vladimir de Kiev, Éric pille et brûle la ville de Staraïa Ladoga (Aldeigja en vieux norrois). Aucune source continentale écrite ne vient confirmer ou infirmer ce fait, mais des archéologues soviétiques ont mis en évidence, dans les années 1980, des traces d'un incendie à Ladoga datant de la fin du Xe siècle.
Éric pille également l'Ouest de l'Estonie actuelle (Aðalsýsla) et l'île de Saaremaa (Eysýsla). Selon le résumé de la Fagrskinna du Bandadrápa, il a combattu des Vikings dans la Baltique et attaqué l'Östergötland à la même époque.

## Bataille de Svolder

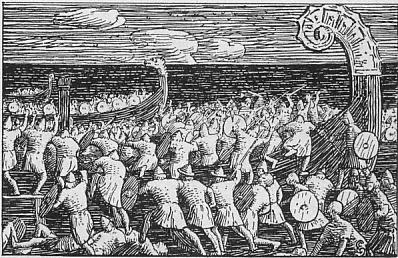
Les hommes d'Éric abordent le Grand Serpent.

À la bataille de Svolder en l'an 1000, Éric, Sven et Olof tendent une embuscade au roi Olaf de Norvège près de l'île de Svolder. Le lieu exact de la bataille n'a pas pu être formellement identifié, les côtes de la mer Baltique ayant été fortement modifiées au cours des siècles. Svolder se situait probablement sur la côte septentrionale de l'Allemagne, près de Rügen.
Olaf a passé l'été dans l'Est de la Baltique. Les alliés l'attendent à l'île de Svolder sur le chemin du retour. Le roi de Norvège se déplace alors avec soixante-et-onze navires, mais une partie d'entre eux appartiennent à un associé, le jarl Sigvaldi, un chef Jomsvikings qui est en fait un agent de ses ennemis. Sigvaldi mène Olaf au piège tendu par ses ennemis et l'abandonne peu avant la bataille. Les navires d'Olaf passent devant le mouillage des vaisseaux d'Éric et de ses alliés en une longue colonne en désordre, ne s'attendant pas à une attaque. Le roi est à l'arrière, loin de l'ensemble de ses meilleurs éléments. Les alliés laissent passer la majeure partie des navires norvégiens avant de lancer l'attaque contre Olaf.
Olaf refuse de fuir et se prépare à l'affrontement avec les onze navires qui l'entourent. La disposition adoptée est courante dans les batailles navales du Moyen Âge, quand une flotte est acculée en défense. Olaf place ses navires côte à côte avec son propre bateau, le Grand Serpent, le meilleur vaisseau de guerre construit jusqu'alors dans les régions nordiques, au centre de la ligne, la proue tournée vers l'ennemi. L'avantage de cette disposition est qu'elle laisse les mains libres pour le combat, une barrière défensive pouvant être formée à l'aide des rames et des mâts, ce qui réduit les chances de l'ennemi de profiter de sa supériorité en nombre pour attaquer de tous les côtés. Olaf transforme ainsi ses quelques navires en une forteresse flottante.
Les écrivains nordiques anciens, qui sont les principales sources fiables d'informations, donnent le beau rôle de la bataille aux Norvégiens et notamment à Éric parmi les ennemis d'Olaf. Ils racontent que les Danois et Suédois se précipitent sur la ligne de défense d'Olaf, essuyant un échec, tandis qu'Éric attaque par le flanc. Son navire, le Bélier de Fer (Járnbarðinn), est « barbu », c'est-à-dire renforcé sur la proue par des lamelles de fer, et Éric le projette entre le dernier et l'avant-dernier des vaisseaux de la ligne d'Olaf. De cette manière, il désolidarise un à un les navires de la ligne jusqu'à laisser le Grand Serpent isolé. Surpassé en nombre durant le combat, Olaf saute dans la mer en tenant son bouclier verticalement et il coule ainsi sous le poids de son équipement.
Éric capture le navire d'Olaf et le retire de la bataille, évènement conté par le poète de sa cour, Halldórr ókristni :
Le Grand Serpent porta là-bas,

Vers la grande assemblée des épées,

Le prince couvert d'un heaume.

Les nefs étaient parées de guerriers.

Mais joyeusement le duc s'empara

Du Dragon après le fracas de Gunn.

Auparavant le frère de haut lignage

De Heming avait rougi les tranchants.

## Règne sur la Norvège

Situation de la Norvège en l'an 1000, après la bataille de Svolder.
Zones gouvernées par Éric Håkonsson, au nom du roi Sven de Danemark.
Zones gouvernées par son frère Svein, au nom du roi Olof de Suède.
Zone sous le contrôle direct de Sven de Danemark.

Après la bataille de Svolder, Éric et son frère Svein Håkonsson deviennent gouverneurs de la Norvège, Éric au nom du roi Sven de Danemark et Svein au nom d'Olof de Suède, de 1000 à 1015.
Le fils d'Éric, Håkon Eiriksson, lui succède après 1015. Éric et Svein consolident leur position en donnant en mariage leur sœur Bergliot à Einar Tambarskjelve, gagnant ainsi un allié précieux.
La Fagrskinna conte que « la paix était de mise en ces temps là et les saisons prospères. Les jarls firent respecter les lois et furent sévères pour réprimer les offenses ».
Pendant ces périodes, le seul rival sérieux d'Éric est Erling Skjalgsson. Trop puissant et précautionneux pour être attaqué, mais pas assez pour rechercher la confrontation lui-même, il maintient une alliance de circonstance avec les jarls pendant leur règne.
Selon la Grettis saga, Éric promulgue une loi interdisant les duels et contraint les berserks à l'exil peu avant son expédition vers l'Angleterre.

## Religion
Selon Theodoricus Monachus, Éric fait la promesse de se convertir au christianisme s'il remporte la bataille de Svolder. Dans sa Óláfs saga Tryggvasonar, Oddr Snorrason donne une version un peu complexe de l'histoire selon laquelle Éric remplace une image de Thor par une croix chrétienne à la proue de son navire. Aucune source scaldique ne vient confirmer ce fait, mais la plupart des sagas s'accordent sur le fait qu'Éric et Svein adoptent le christianisme, du moins officiellement.
La Fagrskinna raconte : « Ces jarls se sont fait baptiser, et sont restés chrétiens, mais n'ont forcé personne à la conversion, mais permis à chacun de faire selon sa volonté, et à leur époque le christianisme était en grande difficulté, au point qu'en Upplönd et dans le Þrándheimr pratiquement tout n'était que paganisme, alors que le christianisme se maintenait sur la côte ».
L'adoption du christianisme est sans nul doute politiquement avantageux pour les jarls depuis leur alliance avec les rois chrétiens de Suède et du Danemark. L'institution de la liberté de religion est également un choix politique habile, après la violente activité missionnaire d'Olaf Tryggvason. Les réelles convictions religieuses d'Éric ne sont probablement pas si fortes. Quand les poètes de cour des rivaux d'Éric, Olaf Tryggvason et Olaf Haraldsson, censurent les références ou kennings païennes de leur poésie et louent leurs maîtres en tant que seigneurs chrétiens, toutes les œuvres consacrées à Éric sont écrites selon la tradition. La Bandadrápa, composée peu après l'an 1000, est explicitement païenne - son refrain conte qu'Éric conquiert les pays par la volonté des dieux païens. Même la poésie de Þórðr Kolbeinsson, composée après 1016, n'indique aucune influence chrétienne. Selon l'Historia Norwegiae et Ágrip, Éric travaille activement à déraciner le christianisme de Norvège mais ce fait n'est pas corroboré par d'autres sources.

## Conquête de l'Angleterre
En 1014 ou 1015, Éric quitte la Norvège et rejoint Knut le Grand dans sa campagne en Angleterre. D'après Þórðr Kolbeinsson dans l'Eiríksdrápa, leurs flottes se rencontrent au large des côtes anglaises en 1015, mais les chronologies diffèrent suivant les sources et certains érudits placent plutôt cette rencontre en 1014 au Danemark. À cette époque, Knut est encore jeune, mais Éric est un « guerrier expérimenté à l'intelligence et à la chance reconnues » (d'après la Fagrskinna) et, selon l'opinion de Frank Stenton, « le meilleur conseiller qu'il soit possible de trouver pour un jeune prince se lançant dans une carrière de conquêtes ».
La flotte d'invasion scandinave débarque à Sandwich à l'été 1015, ne rencontrant que peu de résistance. Les forces de Knut se dirigent alors vers le Wessex et pillent le Dorset, le Wiltshire et le Somerset. L'ealdorman Eadric Streona rassemble une armée de 40 navires et fait allégeance à Knut. L'Encomium Emmae est la seule source anglaise donnant des informations sur les actions d'Éric à cette époque, mais son compte-rendu d'un supposé raid indépendant reste vague et ne correspond pas exactement aux récits d'autres sources.
Au début de l'année 1016, l'armée scandinave se déplace sur la Tamise vers la Mercie, pillant tout sur son passage. Le prince Edmond tente de rassembler une armée pour refouler l'invasion, mais ses efforts sont vains et les forces de Knut ne rencontrent que peu de résistance en Northumbrie où Uchtred le Hardi, comte de Northumbrie, est assassiné. Une fois le Nord de l'Angleterre sous contrôle, le comté est donné en domaine à Éric. Après la conquête de la Northumbrie, l'armée d'invasion se retourne vers le sud et Londres. Avant leur arrivée, le roi Æthelred II meurt (le 23 avril) et le prince  Edmond est choisi comme roi.
Après la mort d'Æthelred, les Scandinaves mettent le siège devant Londres. Selon l'Encomium Emmae, le siège est supervisé par Éric, ce qui est probablement vrai. La Saga légendaire de Saint Olaf indique qu'Éric était présent au siège de Londres et un vers de Þórðr Kolbeinsson conte qu'Éric a combattu à l'« ouest de Londres » avec Ulfcytel Snillingr.

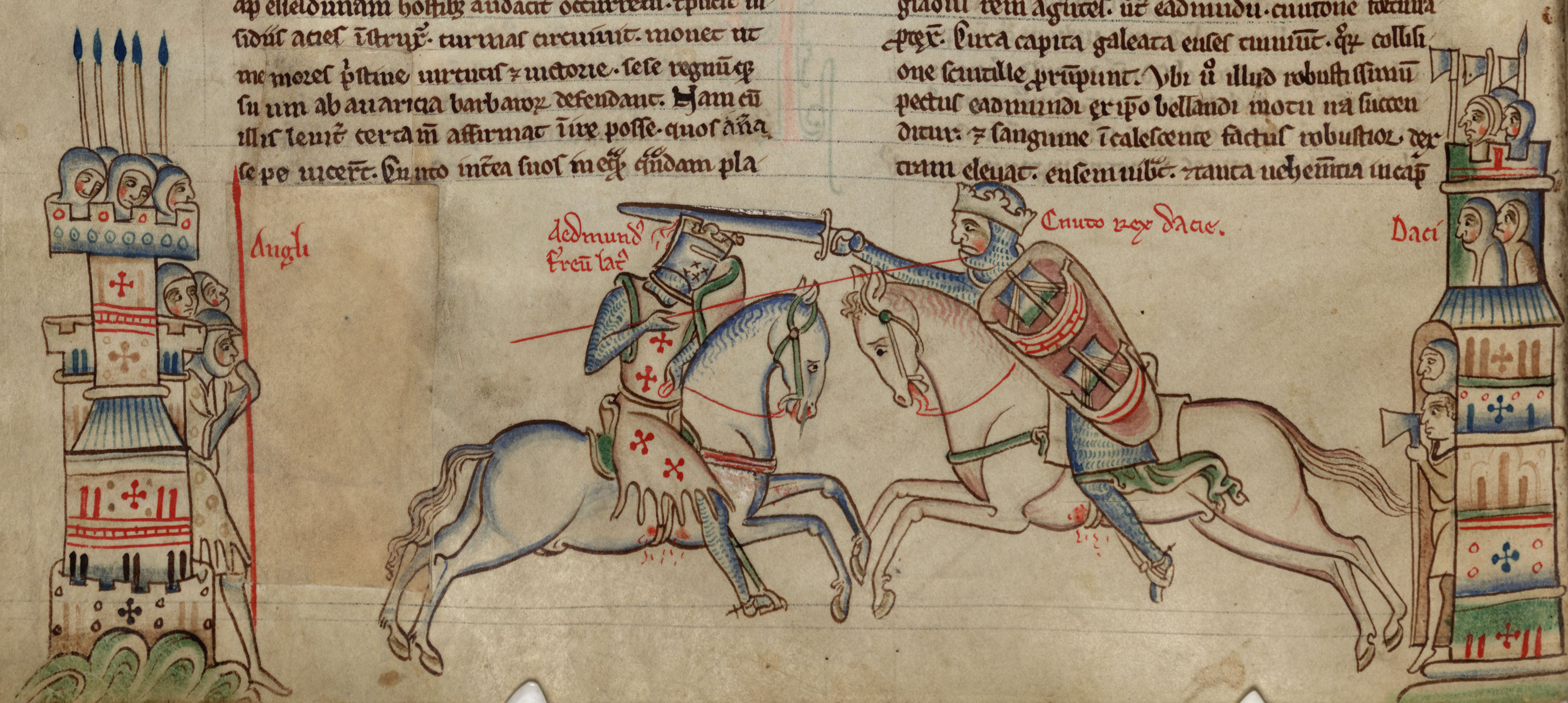
Combat entre Edmond et Knut.

Après plusieurs batailles, Knut et Edmond s'entendent pour se partager le royaume, mais Edmond meurt peu de temps après. En 1017, Knut est le maître incontesté de toute l'Angleterre. Il divise le royaume en quatre parties : il garde le Wessex pour lui-même et confie l'Est-Anglie à son second Thorkell, la Northumbrie à Éric et la Mercie à Eadric. Plus tard, cette même année, Knut fait exécuter Eadric pour trahison. Selon l'Encomium Emmae il ordonne à Éric de « verser à cet homme ce qu'il lui doit », et ce dernier lui tranche la tête avec sa hache.
Éric reste comte de Northumbrie jusqu'à sa mort. Son règne est notable par le fait qu'aucune source ne rapporte le moindre affrontement avec les Écossais ou les Bretons du Strathclyde, qui sont alors une menace constante pour la Northumbrie. Éric n'est plus mentionné dans les documents anglais après 1023. Selon les sources anglaises, il est contraint à l'exil et rentre en Norvège, ce qui est peu probable car aucune source norroise ne mentionne un tel retour. Le successeur d'Éric, Siward, n'est pas confirmé dans ses fonctions de comte de Northumbrie avant 1033, et la mort d'Éric ne peut pas être datée plus précisément qu'entre 1023 et 1033. Selon les sources norroises, il meurt d'une hémorragie après avoir subi une uvulectomie (procédé de médecine médiévale), juste avant ou juste après un pèlerinage à Rome. Dans la version de la saga de Saint Olaf de Snorri Sturluson, la mort d'Éric est évoquée selon les termes suivants : « le jarl Eirikr passa un hiver en Angleterre, livrant quelques batailles. L'automne suivant, il eut l'intention de faire un voyage à Rome, mais il mourut en Angleterre d'une saignée ».

### Sources
Les principales sources à propos de la vie d'Éric sont les sagas royales des XIIe et XIIIe siècles, notamment les Heimskringla, Fagrskinna, Ágrip, Knýtlinga saga, Historia Norvegiæ et saga légendaire de Saint Olaf ainsi que les travaux de Oddr Snorrason et Theodoricus Monachus. Les sources anglo-saxonnes sont maigres, mais de valeur en tant que témoignages contemporains. Les principales sont la Chronique anglo-saxonne du XIe siècle et l'Encomium Emmae, mais Éric est également mentionné par des historiens du XIIe siècle comme Florence de Worcester, Guillaume de Malmesbury et Henri de Huntingdon.
Une part importante des poèmes des scaldes d'Éric est reprise dans les sagas royales et constitue des témoignages contemporains. Le plus important est le Bandadrápa de Eyjólfr dáðaskáld, ainsi que le travail de Halldórr ókristni et Þórðr Kolbeinsson. Hallfreðr vandræðaskáld, Gunnlaugr Ormstunga, Hrafn Önundarson, Skúli Þorsteinsson et Þórðr Sjáreksson sont d'autres scaldes connus pour avoir composé des poèmes sur Éric.